# Milly in Becky Rosso
Camilla in Rebecca Rosso,  bolje poznani kot Milly in Becky Rosso, ameriški filmski igralki, * 6. julij 1994, London, Anglija.
Sta identični dvojčici. Imeli sta ponavljajoči vlogi v Paglavca v hotelu, kjer sta igrali Janice (Milly) in Jessico (Becky). Trenutno živita v Los Angelesu s svojo mamo, očetom, tremi sestrami in psom po imenu Aika.

## Kariera
Milly in Becky Rosso sta kariero začeli v seriji Paglavca v hotelu, kjer sta od leta 2006 do leta 2008 igrali Janice (Milly) in Jessico (Becky). Serijo sta tudi producirali. Pojavili sta se v sedmih epizodah.
Kasneje sta dobili vlogo v filmu Legally Blondes, nadaljevanju filma Blondinka s Harvarda. V filmu ne nastopa Reese Witherspoon, vendar je slednja film producirala in predstavila. Milly in Becky pa v filmu igrata Annie in Izzy Woods, Ellini sestrični, ki se iz Anglije preselita v Kalifornijo.

## Filmografija
| Leto      | Naslov            | Millyna vloga           | Beckyna vloga         | Ostalo   |
| --------- | ----------------- | ----------------------- | --------------------- | -------- |
| 2006–2008 | Paglavca v hotelu | Janice                  | Jessica               | 7 epizod |
| 2009      | Legally Blondes   | Annabelle »Annie« Woods | Isabelle »Izzy« Woods |          |